# Oryzomys nelsoni
La rata arrocera de Nelson (Oryzomys nelsoni), también conocida como rata de arrozal de Nelson, o rata arrocera de las Islas Marías, es una especie extinta de roedor endémica de las Islas Marías, en México. Clasificada dentro del género Oryzomys (y a su vez en la familia Cricetidae), se considera que pudo estar estrechamente relacionada con su pariente continental Oryzomys albiventer. Desde su primera descripción en 1898, un número considerable de autores la clasifican como un taxón distinto de los representantes de su género, aunque existe también cierto consenso en ubicarla meramente como una subespecie de la rata arrocera de pantano (Oryzomys palustris).
Descubierta en 1897, no existen avistamientos confirmados de la especie desde entonces, por lo que la UICN la considera ahora como extinta. La introducción de ratas negras a las Islas Marías pudo haber contribuido a su extinción. Oryzomys nelsoni era una especie de rata arrocera de gran tamaño, poseedora de una cola larga, un cráneo robusto, y grandes incisivos. La parte superior de su cuerpo estaba cubierta por un pelaje que mezclaba tonalidades rojizas y amarillentas, mientras que la parte inferior del mismo exhibía una coloración blanquecina. Su dieta se integraba muy probablemente de plantas y animales pequeños.

## Taxonomía
La rata arrocera de Nelson fue descubierta por Edward William Nelson y Edward Goldman en mayo de 1897 (siendo esta la única ocasión en la que la especie fue avistada). Su visita a las Islas Marías (para la realización del Inventario Biológico del Departamento de Agricultura de los Estados Unidos) fue de las primeras exploraciones científicas en las mismas. Sería el zoólogo y naturalista Clinton Hart Merriam quien identificaría y clasificaría las muestras de mamíferos recogidas por Nelson y Goldman (que incluían los 4 especímenes de Oryzomys nelsoni). Merriam ubicaría a los ejemplares recolectados dentro del género Oryzomys, identificándolos como una nueva especie. Asignaría para la misma el epíteto nelsoni, en honor al propio Edward Nelson. Luego del estudio las muestras serían depositadas en el Instituto Smithsoniano, donde permanecen hasta el día de hoy.
Si bien un número importante de investigadores comparten la postura de Merriam de separar a O. nelsoni del resto de miembros del género Oryzomys, muchos otros la identifican como una subespecie dentro de los taxones que conforman a este. Así, Philip Hershkovitz en 1971 la enlistó como una de las tantas subespecies de la rata arrocera de pantano (Oryzomys palustris). Cabe señalar que Hershkovitz concebía a Oryzomys palustris como una especie de amplio rango (taxonómicamente hablando) que abarcaba a la rata arrocera de pantano sureña y del este de los Estados Unidos, a la Oryzomys couesi de América Central, y varias otras especies con distribuciones limitadas.
En su revisión (hecha en 1918) de las especies Oryzomys presentes en Norteamérica, Goldman consideró que la rata arrocera de Nelson estaba más estrechamente relacionada con la principal subespecie continental de Oryzomys couesi, O. couesi mexicanus. Buscando clarificar el problema de clasificación taxonómica, en 2009 Michael Carleton y Joaquin Arroyo-Cabrales llevaron a cabo un profundo análisis de los taxones de Oryzomys residentes de la región occidental de México, concluyendo que, en efecto (y tal como lo señalaba Merriam) O. nelsoni era una especie distinta de los demás integrantes del género en comento. Señalaron asimismo que el estudio morfométrico efectuado arrojó una posible relación entre Oryzomys nelsoni y Oryzomys albiventer (nativa esta del interior de México), por lo que sugirieron que, pese a que O. nelsoni era una especie con un linaje relativamente antiguo, posiblemente compartió con O. albiventer un ancestro común.
Oryzomys nelsoni es una de las aproximadamente ocho especies de roedores que conforman el género Oryzomys (aún persiste la discusión respecto del número de integrantes de este), las cuales se distribuyen desde el este de los Estados Unidos (O. palustris) hasta la parte noroccidental de América del Sur (O. gorgasi). O. nelsoni es integrado por Edward Goldman en un grupo politípico representado por O. couesi (el otro grupo que señala Goldman es el de O. palustris), identificándose este por su distribución territorial en gran parte de América Central (a diferencia del grupo O. palustris, cuyos taxones concurren en Norteamérica), y que incluye también otras especies con rangos de distribución más limitados y periféricos al hábitat de O. couesi. Muchos aspectos de la sistemática del grupo de O. couesi siguen sin estar claros y es probable que la clasificación susodicha subestime la verdadera diversidad del grupo. El género Oryzomys anteriormente incluía un gran número de especies, las cuales fueron gradualmente retiradas del mismo por diversos estudios, que culminarían con los trabajos de Marcelo Weksler y colegas cercanos, quienes en 2006 eliminarían de Oryzomys a más de 40 taxones diferentes. Todas las especies de Oryzomys están englobadas en la tribu Oryzomyini ("ratas de arrozal, o ratas arroceras"), un diverso grupo de roedores americanos conformado por más de cien especies. Por su parte, la tribu Oryzomyini integra la subfamilia Sigmodontinae, que a su vez se ubica dentro de la familia Cricetidae, en conjunto con otros cientos de especies de roedores de pequeño tamaño (en su mayoría).
Oryzomys nelsoni es conocida comúnmente como rata arrocera de Nelson, rata de arrozal de Nelson, oryzomys de Nelson o rata arrocera de las Islas Marías.

## Descripción

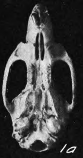
Cráneo de Oryzomys nelsoni, visto desde abajo.

Oryzomys nelsoni es un miembro del género Oryzomys de gran tamaño, poseedor de una cola de gran longitud, en promedio más larga comparada con la de otros integrantes del género distribuidos en el occidente de México. La parte superior del animal era de un color que variaba entre el ocre y el ante, intensificándose este en la grupa, y disminuyendo tanto en el frente como abajo de los costados. El dorso y la cabeza tenían también pelos negruzcos que oscurecían las tonalidades señaladas. La parte inferior, por otro lado, era de un color blanco, con algunas regiones exhibiendo un tono similar al plomo. Las orejas estaban cubiertas en ambos lados por escasos pelos grisáceos. Sus largas patas, mostraban unos cuantos pelos blanquecinos. Su gran cola exhibía en su mayoría una coloración oscura, empero, desde la base de ésta se presentaba (entre un tercio y la mitad de la longitud total) una tonalidad amarilla pálida.
Era distintivo en la rata arrocera de Nelson su cráneo de tamaño considerable (con sus anchos y bien desarrollados incisivos), que exhibía un rostro "macizo" el cual curvaba significativamente hacia abajo. A diferencia de O. nelsoni, en O. albiventer tanto el rostro como los incisivos no son tan grandes, no obstante dicha especie es poseedora de unos molares de mayor proporción (comparados con los de la rata arrocera de Nelson). El hueso interparietal y la parte superior de la cavidad craneal eran anchos, y la fosa incisiva (la cual estaba ubicada en el paladar entre los incisivos y los molares) era relativamente de pequeño tamaño.
La longitud total de los cuatro especímenes recolectados por Nelson y Goldman varía entre los 282 y los 344 milímetros, con un promedio para los ejemplares de 322 milímetros. La cabeza en conjunto con el cuerpo medía entre 122 y 153 milímetros (promediando 140.5 mm), la longitud de la cola se encontraba entre los 160 y 190 milímetros (con un promedio de 181.5 mm). Por su parte, la medida de los pies osciló entre los 35 y 39 milímetros (con un promedio de 37.3 mm).

## Ecología y extinción
Nelson y Goldman hallaron a los ejemplares muestra de la especie en una única ubicación "húmeda y herbácea" conocida como "El Zacatal", cercana ésta a un manantial, en la Isla María Madre, la más grande de las 4 grandes islas que integran el conjunto Islas Marías (halladas frente a la costa de Nayarit, al oeste de México), describiendo Nelson a la especie (en cuanto a su presencia) como "rara". El mismo Nelson señaló que el lugar donde se halló a los especímenes se encontraba a una altitud de 1800 pies (realizando Álvarez-Castañeda y Méndez la conversión a 550 metros) sobre el nivel del mar. No obstante, en su trabajo de 1918, Goldman señalaría una cifra distinta a la de Nelson (para la altitud del lugar del hallazgo): 800 pies (que representaría en la conversión efectuada en esta ocasión por Carleton y Arroyo-Cabrales 245 metros). La próxima expedición que se llevó a cabo en la isla (para cuantificar el número de mamíferos pequeños presentes en ésta) tuvo lugar en 1976, por un equipo encabezado por el zoólogo Don E. Wilson. Dicha expedición fracasó en su intento de encontrar ejemplares de la rata arrocera de Nelson. Confirmaron (en cambio) la presencia de la introducida rata negra (Rattus rattus) en la locación aproximada donde Nelson y Goldman habrían recogido las 4 muestras de O. nelsoni. Es probable que esta especie invasora haya jugado un papel importante en la desaparición de O. nelsoni.
La rata arrocera de Nelson está considerada ahora como extinta (el gobierno mexicano la asigna en la categoría de "probablemente extinta"). Otra especie endémica de las Islas Marías, el ratón ciervo Peromyscus madrensis, registraba aún presencia en la Isla María Madre en 1976 (fecha en que se realizó la expedición de Wilson). Se cree que la dieta de Oryzomys nelsoni consistía en su mayoría de hojas, frutas y semillas, y muy raramente de materia animal como peces e invertebrados.